# Erzbistum Maputo
Das Erzbistum Maputo (lat.: Archidioecesis Maputensis) ist eine in Mosambik gelegene römisch-katholische Erzdiözese mit Sitz in Maputo.

## Geschichte
Das Erzbistum Maputo wurde am 21. Januar 1612 durch Papst Paul V. mit der Apostolischen Konstitution In supereminenti aus Gebietsabtretungen des Bistums Goa als Apostolische Administratur Mosambik errichtet. Die Apostolische Administratur Mosambik wurde 1783 durch Papst Pius VI. zur Territorialprälatur erhoben. Am 4. September 1940 gab die Territorialprälatur Mosambik Teile ihres Territoriums zur Gründung der Bistümer Beira und Nampula ab.
Die Territorialprälatur Mosambik wurde am 4. September 1940 durch Papst Pius XII. mit der Apostolischen Konstitution Sollemnibus Conventionibus zum Erzbistum erhoben und in Erzbistum Lourenço Marques umbenannt. Das Erzbistum Lourenço Marques gab am 3. August 1962 Teile seines Territoriums zur Gründung des Bistums Inhambane ab. Eine weitere Gebietsabtretung erfolgte am 19. Juni 1970 zur Gründung des Bistums João Belo. Am 18. September 1976 wurde das Erzbistum Lourenço Marques in Erzbistum Maputo umbenannt.

## Ordinarien

### Prälaten von Mosambik
- Maria José a Santo Tomas OP, 1783–1801
- Vasco José a Domina Nostra de Bona Morte Lobo CRSA, 1805–1811
- Joaquim de Nossa Senhora de Nazareth Oliveira e Abreu OFM, 1811–1819, dann Bischof von São Luís do Maranhão
- Bartholomeu de Martyribus Maya OCD, 1819–1828
- Antonio Tomas da Silva Leitão e Castro, 1883–1884, dann Bischof von Angola und Kongo
- Henrique José Reed da Silva, 1884–1887, dann Bischof von São Tomé und Meliapore
- Antonio Dias Ferreira, 1887–1891, dann Bischof von Angola und Kongo
- António José de Souza Barroso, 1891–1897, dann Bischof von São Tomé und Meliapore
- Sebastião José Pereira, 1897–1900, dann Bischof von Damão
- Antonio José Gomes Cardoso, 1900–1901, dann Bischof von Angola und Kongo
- António Moutinho, 1901–1904, dann Bischof von Santiago de Cabo Verde
- Francisco Ferreira da Silva, 1904–1920
- Joaquim Rafael Maria d’Assunçâo Pitinho OFM, 1920–1935, dann Bischof von Santiago de Cabo Verde
- Teodósio Clemente de Gouveia, 1936–1940

### Erzbischöfe von Lourenço Marques
- Teodósio Clemente Kardinal de Gouveia, 1940–1962
- Custódio Alvim Pereira, 1962–1974
- Alexandre José Maria dos Santos OFM, 1974–1976

### Erzbischöfe von Maputo
- Alexandre José Maria Kardinal dos Santos OFM, 1976–2003
- Francisco Chimoio OFMCap, 2003–2023
- João Carlos Hatoa Nunes, seit 2023